# John Tavares
John Tavares (* 20. září 1990, Mississauga, Ontario, Kanada) je kanadský hokejový útočník týmu Toronto Maple Leafs ve Východní konferenci NHL.

## Kariéra

### Osobní život
Tavares se narodil 20. září 1990 Barbaře a Joe Tavaresovým, kteří mají portugalské a polské předky. Johnovi prarodiče z matčiny strany (Bolesław a Josephine Kowalovi) se přistěhovali z Polska do Sudbury a prarodiče z otcovy strany (Manuel a Dorotea Tavaresovi) se přistěhovali z Portugalska do Toronta. V mládí se John Tavares stěhoval do Oakville v Ontariu a tam začal hrát malou hokejovou ligu MOHA (Minor Oaks Hockey Association). Tavares hrál současně také fotbal a lakros. Kvůli své bojovné povaze měl často problémy s jinými hráči. V Oakville Tavares navštěvoval Akvinskou střední školu Sv. Tomáše a bydlel pět minut od bydliště Sama Gagnera, který později hrál mimo jiné za Edmonton Oilers v NHL. Tavares se se Samem Gagnerem rychle spřátelil. Otec Sama – bývalý hráč NHL – Dave Gagner vytvořil klukům na dvorku kluziště, kde se mohli zdokonalovat.

### Mládežnický a juniorský hokej
Tavares hrál mládežnický hokej za tým Oakville Rangers v lize Ontario Minor Hockey Association. Ukázal se být slibným hokejistou a ve svých sedmi letech hrál se staršími dětmi. Odtamtud se přesunul do týmu Mississauga Braves, který hrál ligu Greater Toronto Hockey League. V sezóně 1998–99 byl vyhlášen nejlepším nováčkem týmu. V následující sezóně hrál v dalším týmu ligy GTHL – Mississauga Senators a nakonec se v této lize stěhoval do týmu Toronto Marlboros. V třinácti letech odehrál 16 zápasů za tým Milton Icehawks z juniorské ligy Ontario Provincial A Hockey League a stal se tak jedním z nejmladších hokejistů, kteří kdy nastoupili v juniorské lize.

#### Ontario Hockey League
Tavares podal žádost, aby mohl hrát v kanadské hlavní juniorské lize Ontario Hockey League, která neumožňovala start hokejistům mladším 15 let. Kvůli němu byla přijata klauzule, která umožňovala výjimečným hokejistům nastoupit o rok dříve a tak se Tavares ve svých 14 letech stal nejmladším hokejistou, který kdy v OHL podepsal smlouvu. Tým Oshawa Generals si jej vybral na prvním místě draftu OHL. Tavares odehrál svůj první zápas v OHL 23. září 2005 a hned skóroval a to pouhé tři dny po svých 15. narozeninách. Tavares za svojí první sezónu v OHL získal Emms Family Award, CHL Rookie of the Year a byl jmenován do OHL All-Rookie Teamu.
V sezóně 2006–07 byl ve svých 16 letech vybrán, aby reprezentoval výběr ligy OHL v tradičním dvouzápasovém turnaji zvaném ADT Kanada-Rusko Chellenge. Jeden z těchto zápasů se hrál v Oshawě. 25. ledna 2007 dal Tavares v jednom zápase 4 góly a připsal si 7 kanadských bodů a přespěl tak k vítězství 9:6 nad Windsorem Spitfires. Na konci sezóny překonal 71 vstřelenými góly rekord Wayna Gretzkyho. Po sezóně obdržel Red Tilson Trophy a CHL Player of the Year pro nejlepšího juniorského hráče v Kanadě.
V sezóně 2007–08 vstřelil 40 gólů v 59 zápasech a připsal si 118 kanadských bodů, čímž se umístil na třetím místě v bodování OHL. Tavares v první polovině sezóny vedl bodování OHL, ale poté se účastnil Mistrovství světa juniorů 2008 a kvůli tomu musel vynechat několik zápasů v lize. Když se účastnil Mistrovství světa juniorů 2009, tak se spekulovalo o jeho přestupu k London Knights, kteří také hráli OHL a na rozdíl od Oshawy měli reálné šance na ligové vítězství. Nakonec byl 8. ledna 2009 opravdu vyměněn společně s Michaelem Del Zottem a Darrylem Bordenem do Londonu za Scotta Valentina, Christiana Thomase, Michaela Zadora a šest výběrů v draftu.
Tavares debutoval v týmu London Knights 11. ledna 2009 proti týmu Mississauga St. Michael's Majors. Účastnil se CHL Top Prospects Game jako kapitán Orrova týmu při vítězství 6:1 nad Cherryho týmem, ale v zápase si zranil rameno po čistém zákroku Zacka Kassiana. 8. března 2009 Tavares překonal rekord OHL v počtu celkově nastřílených gólů, když svým 214. gólem překonal Petera Leeho.

### National Hockey League
Ačkoliv se narodil 5 dní po 15. září což byl mezní datum pro přijetí hráčů pro Vstupní draft NHL 2008, tak bylo vyvinuto značné úsilí, aby se jej Tavares mohl účastnit. Po Tavaresově 72 gólové sezóně 2006–07 tlačili Tavaresovi agenti na vedení NHL a hráčskou asociaci NHLPA, aby Tavaresovi byla udělena výjimka, podobná té, která mu umožnila startovat dříve i v lize OHL. Ovšem pokus byl neúspěšný a Tavares si na draft NHL musel počkat do roku 2009. Přesto v říjnu 2007 nabídl John Ferguson Jr. (generální manažer Toronta Maple Leafs) Tavaresovi účast v jejich farmářském týmu Toronto Marlies v nižší profesionální lize American Hockey League, ale vedení AHL bylo stejně jako NHL proti. V draftu NHL 2009 byl vybrán na prvním místě celkově týmem New York Islanders.

#### New York Islanders
15. července 2009 podepsal Tavares s Islanders tříletý nováčkovský kontrakt a první přátelský zápas za ně sehrál před sezónou 2009–10 s Edmontonem Oilers a při porážce 2:3 strávil na ledě 22 minut a 50 sekund a hrál v útoku s Dougem Weightem a Seanem Bergenheimem. 3. října 2009 hrál ve svém prvním zápase NHL a hned skóroval proti brankáři Marcu-André Fleurymu z Pittsburghu Penguins. Většinu sezóny vedl Tavares bodování nováčků. V prosinci 2009 vstřeli 5 gólů ve 4 zápasech a vyrovnal klubový rekord v po sobě jdoucích zápasech se vstřeleným gólem. Sezónu dokončil na druhém místě v bodování nováčků za Mattem Duchenem z Colorada Avalanche. Při prvním zápase sezóny 2010-11 utrpěl Tavares na konci první třetiny lehký otřes mozku po nárazu Adama Burishe. Svůj první hattrick v NHL skóroval 23. října 2010 při porážce s Floridou Panthers a druhý přidal 15. ledna 2011 při vítězném zápase proti Buffalu Sabres.
14. září 2011 Tavares podepsal s Islanders nový šestiletý kontrakt na 33 miliónů dolarů, tzn. do července 2018. Poté, co v sezóně 2011/12 bodoval ve 12 utkáních po sobě, ve kterých si připsal 21 kanadských bodů, byl vybrán do utkání hvězd NHL 2012. V tomto svém prvním utkání hvězd zaznamenal gól a asistenci. Během této sezóny byl také poprvé zástupcem kapitána.
Během výluky v sezóně 2012/13 hrál Tavares společně s Markem Streitem ve Švýcarsku za SC Bern. Díky tomu se mohl za výběr Kanady zúčastnit Spenglerova poháru 2012, který se jim podařilo vyhrát. Tavares ve 4 utkáních vstřelil 3 góly a přidal jednu asistenci. Během zkrácené sezóny NHL se mu dařilo a v lize skončil na 3. místě mezi střelci. 10. května 2013 vstřelil svůj první gól v play-off brankáři Marcu-André Fleurymu z Pittsburghu Penguins, který Islanders nakonec vyřadil.
10. září 2013 byl Tavares jmenován 14. kapitánem v historii Islanders. 19. února 2014 se během zápasu na zimních olympijských hrách zranil a musel vynechat zbytek sezóny. V době zranění byl přitom třetí v produktivitě celé ligy.

### Reprezentační kariéra
Během své první sezóny v OHL hrál Tavares za Ontario na Mistrovství světa do 17 let 2006 v Saskatchewanu, ale medaili nezískali. Na konci sezóny 2005–06 se zúčastnil za kanadskou reprezentaci osmnáctiletých na Mistrovství světa do 18 let 2006 ve Švédsku, ale opět nezískali žádnou medaili, když prohráli v zápase o třetí místo s Českou republikou. Po sezóně byl pozván do kanadské juniorské reprezentace na Memoriál Ivana Hlinky 2006 v České republice a na Slovensku, ale kvůli zranění se jej nezúčastnil.
Během následující sezóny 2006–07 byl nominován do širšího výběru pro Mistrovství světa juniorů 2007, ale do užšího výběru se nedostal. Po sezóně byl nominován do kanadské juniorské reprezentace pro sérii zápasů Super Series 2007 proti Rusku. Tavares pomohl sérii vyhrát v poměru 7 vítězství – 1 remíza – 0 porážek – 4 góly a 1 asistencí. I díky těmto výkonům byl nominován na Mistrovství světa juniorů 2008, kde pomohl 4 vstřelenými góly k zisku zlatých medailí. Znovu byl nominován i pro Mistrovství světa juniorů 2009 v Ottawě a při vítězném zápase 8:1 nad Českou republikou byl jmenován hráčem zápasu a proti týmu USA vstřelil hattrick. Poté, co na juniorských šampionátech vstřelil 12 gólů, vyrovnal kanadský rekord Erica Lindrose a Jeffa Cartera. S týmem Kanady nakonec opět získal zlatou medaili a byl vyhlášen nejlepším útočníkem a hráčem šampionátu. Současně byl jmenován do All-Star Teamu turnaje. V dubnu 2010 byl nominován do kanadské reprezentace dospělých pro Mistrovství světa 2010 v Německu. Kanada skončila na 7. místě a Tavares dal na šampionátu 7 gólů a 1 asistenci. Na konci sezóny 2010–11 byl nominován do reprezentace pro Mistrovství světa 2011 na Slovensku a zde s týmem Kanady skončili po prohře 1:2 ve čtvrtfinále s Ruskem na 5. místě. Tavares si v 7 zápasech připsal 9 bodů za 5 gólů a 4 asistence.
Tavares byl nominován do kanadské reprezentace pro zimní olympijské hry 2014 v Soči. Nedopadly pro něj dobře a ve čtvrtfinálovém utkání s Lotyšskem zranil a musel vynechat nejen zbytek turnaje, ale i celé sezóny. Kanada však nakonec zvítězila a získala zlaté medaile.

## Individuální úspěchy
- 2005 – Jack Ferguson Award (Milton Icehawks)
- 2006 – Emms Family Award (Oshawa Generals)
- 2006 – Nováček roku v CHL (Oshawa Generals)
- 2007 – Red Tilson Trophy (Oshawa Generals)
- 2007 – CHL Player of the Year (Oshawa Generals)
- 2009 – All-Star Tým MS juniorů (Kanada)
- 2009 – Nejlepší útočník na MS juniorů (Kanada)
- 2009 – Nejlepší hráč na MS juniorů (Kanada)
- 2010 – NHL All-Rookie Team (New York Islanders)
- 2010 – Nejlepší střelec MS
- 2012 – NHL All-Star Game
- 2015 – NHL All-Star Game
- 2019 – NHL All-Star Game

## Týmové úspěchy
- 2009 – Holody Trophy (London Knights)
- 2008 – Zlato na Mistrovství světa juniorů (Kanada)
- 2009 – Zlato na Mistrovství světa juniorů (Kanada)
- 2012 – Vítěz Spenglerův pohár
- 2014 – Zlatá medaile z OH

## Prvenství
- Debut v NHL – 3. října 2009 (New York Islanders proti Pittsburgh Penguins)
- První asistence v NHL – 3. října 2009 (New York Islanders proti Pittsburgh Penguins)
- První gól v NHL – 3. října 2009 (New York Islanders proti Pittsburgh Penguins, kanadskému brankáři Marc-André Fleury)
- První hattrick v NHL – 23. října 2010 (Florida Panthers proti New York Islanders)

## Klubové statistiky
| Sezóna      | Klub                | Soutěž      |      | Základní část | Základní část | Základní část | Základní část | Základní část |    | Play off | Play off | Play off | Play off | Play off |
| Sezóna      | Klub                | Soutěž      | Z    | G             | A             | B             | TM            | Z             | G  | A        | B        | TM       |          |          |
| 2004–05     | Milton Icehawks     | OPJHL       | 20   | 13            | 15            | 28            | 10            | —             | —  | —        | —        | —        |          |          |
| 2005–06     | Oshawa Generals     | OHL         | 65   | 45            | 32            | 77            | 72            | —             | —  | —        | —        | —        |          |          |
| 2006–07     | Oshawa Generals     | OHL         | 67   | 72            | 62            | 134           | 60            | 9             | 7  | 12       | 19       | 6        |          |          |
| 2007–08     | Oshawa Generals     | OHL         | 59   | 40            | 78            | 118           | 69            | 15            | 3  | 13       | 16       | 20       |          |          |
| 2008–09     | Oshawa Generals     | OHL         | 32   | 26            | 28            | 54            | 32            | —             | —  | —        | —        | —        |          |          |
| 2008–09     | London Knights      | OHL         | 24   | 32            | 18            | 50            | 22            | 14            | 10 | 11       | 21       | 8        |          |          |
| 2009–10     | New York Islanders  | NHL         | 82   | 24            | 30            | 54            | 22            | —             | —  | —        | —        | —        |          |          |
| 2010–11     | New York Islanders  | NHL         | 79   | 29            | 38            | 67            | 53            | —             | —  | —        | —        | —        |          |          |
| 2011–12     | New York Islanders  | NHL         | 82   | 31            | 50            | 81            | 26            | —             | —  | —        | —        | —        |          |          |
| 2012–13     | SC Bern             | NLA         | 28   | 17            | 25            | 42            | 28            | —             | —  | —        | —        | —        |          |          |
| 2012–13     | New York Islanders  | NHL         | 48   | 28            | 19            | 47            | 18            | 6             | 3  | 2        | 5        | 4        |          |          |
| 2013–14     | New York Islanders  | NHL         | 59   | 24            | 42            | 66            | 40            | —             | —  | —        | —        | —        |          |          |
| 2014–15     | New York Islanders  | NHL         | 82   | 38            | 48            | 86            | 46            | 7             | 2  | 4        | 6        | 2        |          |          |
| 2015–16     | New York Islanders  | NHL         | 78   | 33            | 37            | 70            | 38            | 11            | 6  | 5        | 11       | 6        |          |          |
| 2016–17     | New York Islanders  | NHL         | 77   | 28            | 38            | 66            | 38            | —             | —  | —        | —        | —        |          |          |
| 2017–18     | New York Islanders  | NHL         | 82   | 37            | 47            | 84            | 26            | —             | —  | —        | —        | —        |          |          |
| 2018–19     | Toronto Maple Leafs | NHL         | 82   | 47            | 41            | 88            | 34            | 7             | 2  | 3        | 5        | 0        |          |          |
| 2019–20     | Toronto Maple Leafs | NHL         | 63   | 26            | 34            | 60            | 24            | 5             | 2  | 1        | 3        | 0        |          |          |
| 2020–21     | Toronto Maple Leafs | NHL         | 56   | 19            | 31            | 50            | 14            | 1             | 0  | 0        | 0        | 0        |          |          |
| 2021–22     | Toronto Maple Leafs | NHL         | 79   | 27            | 49            | 76            | 32            | 7             | 3  | 3        | 6        | 2        |          |          |
| 2022–23     | Toronto Maple Leafs | NHL         | 80   | 36            | 44            | 80            | 34            | 11            | 4  | 4        | 8        | 4        |          |          |
| 2023–24     | Toronto Maple Leafs | NHL         | 80   | 29            | 36            | 65            | 30            | 7             | 1  | 1        | 2        | 2        |          |          |
| 2024–25     | Toronto Maple Leafs | NHL         | 75   | 38            | 36            | 74            | 46            | —             | —  | —        | —        | —        |          |          |
| NHL celkově | NHL celkově         | NHL celkově | 1184 | 494           | 620           | 1114          | 521           | 62            | 23 | 23       | 46       | 20       |          |          |

## Reprezentace
| Rok                       | Tým                       | Soutěž                    | Z  | G  | A  | B  | TM |
| ------------------------- | ------------------------- | ------------------------- | -- | -- | -- | -- | -- |
| 2007                      | Kanada                    | SS                        | 7  | 4  | 1  | 5  | 2  |
| 2008                      | Kanada                    | MSJ                       | 7  | 4  | 1  | 5  | 2  |
| 2009                      | Kanada                    | MSJ                       | 6  | 8  | 7  | 15 | 0  |
| 2010                      | Kanada                    | MS                        | 7  | 7  | 0  | 7  | 6  |
| 2011                      | Kanada                    | MS                        | 7  | 5  | 4  | 9  | 12 |
| 2012                      | Kanada                    | MS                        | 8  | 4  | 5  | 9  | 12 |
| 2014                      | Kanada                    | ZOH                       | 4  | 0  | 0  | 0  | 0  |
| 2016                      | Kanada                    | SP                        | 6  | 1  | 3  | 4  | 0  |
| 2024                      | Kanada                    | MS                        | 9  | 2  | 9  | 11 | 6  |
| Juniorská kariéra celkově | Juniorská kariéra celkově | Juniorská kariéra celkově | 20 | 16 | 9  | 25 | 4  |
| Seniorská kariéra celkově | Seniorská kariéra celkově | Seniorská kariéra celkově | 41 | 19 | 21 | 40 | 36 |